# Splatoon 2
Splatoon (яп. スプラトゥーン2) — відеогра в серії Splatoon, розроблена Nintendo EPD для платформи Nintendo Switch. Гра є сіквелом до Splatoon 2015 року, має ідентичний сетінг, але не продовжує сюжет минулої гри. Гра отримала доповнення під назвою «Octo Expansion» у 2018 році та отримує оновлення у виді патчів та змін тематик СплатФесту (місцевий фестиваль) до сьогоднішнього дня. Гра має безкоштовний локальний мультіплеєр так само як онлайн мультіплеєр по підписці Nintendo Switch Online. Гра була продана більш ніж 10,71 млн копій та є одною з найпопулярніших ігор у жанрі шутер від першої особи на Nintendo Switch. Гра має оцінку від 7 до 9 з 10 від різних видань.